# Laura Donnelly
Laura Donnelly (Belfast, 20 agosto 1982) è un'attrice nordirlandese.

## Biografia
Donnelly ha frequentato la Rathmore Grammar School a Belfast, dove è nata e cresciuta. In seguito si è trasferita a Glasgow per studiare al Royal Scottish Academy of Music and Drama. Dopo il diploma nel 2004, ha ottenuto diversi ruoli a teatro in Irlanda e in Scozia prima di approdare a Londra, dove la sua carriera televisiva iniziò. Nel gennaio del 2022 si è unita al cast di Licantropus, speciale di Halloween ambientato nel Marvel Cinematic Universe trasmesso ad ottobre 2022 su Disney+, dove interpreta Elsa Bloodstone.

## Filmografia parziale

### Cinema
- Dread, regia di Anthony DiBlasi (2009)
- Hello Carter, regia di Anthony Wilcox (2013)
- The Program, regia di Stephen Frears (2015)
- Tolkien, regia di Dome Karukoski (2019)

### Televisione
- Casualty – serie TV, 7 episodi (2005)
- Hex – serie TV, 4 episodi (2005)
- Merlin – serie TV, episodi 2x09, 3x13 (2009-2010)
- Missing – serie TV, 10 episodi (2012)
- The Fall - Caccia al serial killer (The Fall) – serie TV, 3 episodi (2013)
- Outlander – serie TV, 8 episodi (2014-2017)
- Beowulf: Return to the Shieldlands – serie TV, 12 episodi (2016)
- Britannia – serie TV, 6 episodi (2018-2021)
- The Nevers – serie TV, 12 episodi (2021-2023)
- Licantropus (Werewolf by Night), regia di Michael Giacchino – film TV (2022)
- Non dire niente (Say Nothing), regia di Michael Lennox, Mary Nighy e Anthony Byrne – miniserie TV, 3 puntate (2024)

## Teatro
- Romeo e Giulietta di William Shakespeare. Regent's Park Open Air Theatre di Londra (2004)
- Sogno di una notte di mezza estate di William Shakespeare. Regent's Park Open Air Theatre di Londra (2008)
- Judgement Day di Ödön von Horváth. Almeida Theatre di Londra (2009)
- Philadelphia, Here I Come! di Brian Friel. Donmar Warehouse di Londra (2012)
- The River di Jez Butterworth, Royal Court Theatre di Londra (2012) e Circle in the Square Theatre di Broadway (2014)
- The Ferryman di Jez Butterworth. Royal Court Theatre e Gielgud Theatre di Londra (2017), Bernard B. Jacobs Theatre di Broadway (2018)
- The Hills of California di Jez Butterworth. Harold Pinter Theatre di Londra (2024)

## Doppiatrici italiane
Nelle versioni in italiano delle opere in cui ha recitato, Laura Donnelly è stata doppiata da:
- Valentina Mari in Hex, Britannia
- Francesca Manicone in The Fall - Caccia al serial killer, Licantropus
- Elena Perino in Merlin
- Alessia Amendola in Missing
- Benedetta Degli Innocenti in Outlander
- Valentina Favazza in The Program
- Francesca Fiorentini in Tolkien
- Eleonora Reti in The Nevers